# SPAR
SPAR és una cadena multinacional neerlandesa de supermercats i botigues a l'abast. Té milers d'establiments repartits en 35 països. Opera en règim de cooperativa, i el règim de cada botiga pot pertànyer a una franquícia o ser part de la cadena SPAR, depenent del model que segueixi l'empresa per a cada país.

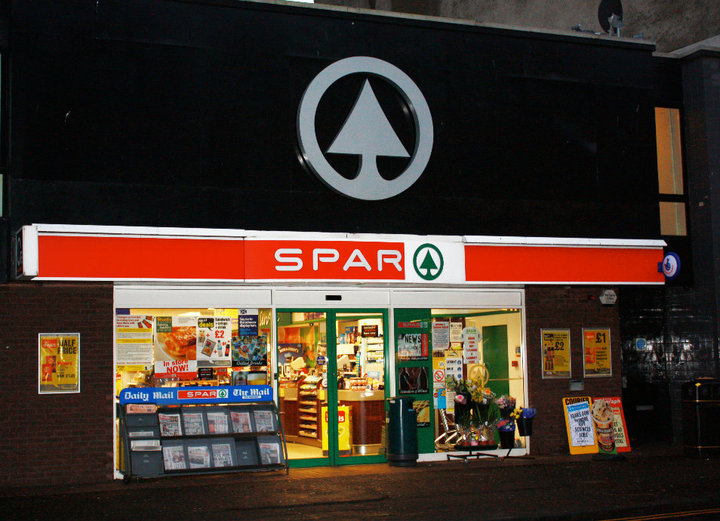
Botiga Spar a Dundee

## Història
L'organització va sorgir a Amsterdam l'any 1932. Va expandir-se per tots els Països Baixos i va arribar a Bèlgica el 1947. El 1953 va decidir expandir-se a altres països, amb l'obertura d'una oficina internacional a la capital neerlandesa. El seu nom, originalment De Spar, és un joc de paraules entre el significat neerlandès de la paraula (l'avet) i l'acrònim Door Eendrachtig Samenwerken Profiteren Allen Regelmatig (traduït aproximadament com "A través de la cooperació conjunta tots ens beneficiem regularment").
SPAR té presència a Espanya des del 1959, amb més de 1.100 botigues. La cadena també va arribar a l'Argentina el 1982.

## Estadística internacional (2011)

Botigues Spar arreu del món.

| Estat           | Vendes (en k€) | Nombre de botigues | Superfície de venda (m²) | Vendes per area | Magatzems en (m²) | Distribuïdor estatal   |
| --------------- | -------------- | ------------------ | ------------------------ | --------------- | ----------------- | ---------------------- |
| Angola          | €40,838        | 1                  |                          |                 |                   | The Spar Group Ltd     |
| Austràlia       | €172,008       | 100                | 36,271                   | €4,742/m²       | 363               | SPAR Australia         |
| Àustria         | €5,360,000     | 1,470              | 1,067,681                | €5,020/m²       | 726               | ASPIAG                 |
| Bèlgica         | €813,500       | 291                | 137,743                  | €5,905/m²       | 473               | Colruyt and Lambrechts |
| Botswana        | €97,506        | 26                 | 23,249                   | €4,193/m²       | 894               | The Spar Group Ltd.    |
| Xina            | €716,000       | 175                | 657,000                  | €1,089/m²       | 3,754             | 6 partners             |
| Croàcia         | €263,426       | 27                 | 68,036                   | €3,871/m²       | 3,581             | ASPIAG                 |
| República Txeca | €550,000       | 39                 | 138,293                  | €3,977/m²       | 3,546             | ASPIAG                 |
| Dinamarca       | €1,072,740     | 504                | 170,309                  | €6,298/m²       | 338               | Dagrofa                |
| França          | €968,382       | 956                | 245,214                  | €3,949/m²       | 257               | Casino                 |
| Alemanya        | €250,000       | 340                | 27,200                   | €9,191/m²       | 80                | Edeka                  |
| Grècia          | €683,389       | 189                | 142,658                  | €4,790/m²       | 755               | Veropoulos             |
| Hongria         | €1,400,000     | 389                | 391,467                  | €3,576/m²       | 1,006             | ASPIAG                 |
| Índia           | €1,516,182     | 16                 | 142,630                  | €5,000/m²       | 500               | Sparindia              |
| Irlanda         | €1,116,144     | 422                | 116,720                  | €9,562/m²       | 277               | BWG Foods              |
| Itàlia          | €3,855,662     | 1,549              | 831,423                  | €4,637/m²       | 537               | 10 licence partners    |
| Japó            | €86,224        | 89                 | 9,559                    | €9,020/m²       | 107               | Hokkaido SPAR          |
| Maurici         | €22,041        | 8                  | 7,000                    | €3,148/m²       | 875               | Casino                 |
| Namíbia         | €127,706       | 27                 | 27,670                   | €4,615/m²       | 1,025             | The Spar Group Ltd.    |
| Països Baixos   | €491,455       | 282                | 111,309                  | €4,415/m²       | 395               | Sperwer Groep          |
| Nigèria         | €22,167        | 2                  | 5,414                    | €4,094/m²       | 2,707             | Artee Nigeria Ltd      |
| Noruega         | €1,440,539     | 276                | 156,351                  | €9,213/m²       | 566               | NorgesGruppen          |
| Polònia         | €84,903        | 71                 | 18,288                   | €4,642/m²       | 258               | Bac-Pol                |
| Portugal        | €44,132        | 58                 | 20,013                   | €2,205/m²       | 345               |                        |
| Romania         | €10,000        | 7                  | 3,000                    | €3,333/m²       | 429               |                        |
| Rússia          | €935,000       | 254                | 126,453                  | €7,394/m²       | 498               | 5 partners             |
| Eslovènia       | €713,546       | 86                 | 142,133                  | €5,020/m²       | 1,653             | ASPIAG                 |
| Sud-àfrica*     | €4,628,469     | 875                | 874,810                  | €5,290/m²       | 1,085             | The Spar Group Ltd.    |
| Espanya         | €1,152,174     | 904                | 327,075                  | €3,522/m²       | 362               | Spar Española          |
| Suïssa          | €455,094       | 169                | 69,838                   | €6,516/m²       | 426               | SPAR Handels AG        |
| Ucraïna         | €71,817        | 36                 | 28,423                   | €3,024/m²       | 742               |                        |
| Regne Unit      | €3,189,273     | 2,504              | 357,860                  | €8,912/m²       | 143               | Spar (UK) Limited      |
| Zàmbia          | €52,139        | 11                 | 19,142                   | €2,723/m²       | 1,740             | SPAR Zambia            |
| Zimbàbue        | €233,009       | 64                 | 40,826                   | €5,707/m²       | 638               | 2 partners             |

* Inclou magatzems (4) a Swazilàndia.